# Тільки живи
Тільки живи — український драматичний міні-серіал від телеканалу «1+1 Україна», знятий на замовлення державного підприємства «Мультимедійна платформа іномовлення України». Премʼєра серіалу відбулася 30 березня 2024 року на каналі «1+1 Україна».
Так як в серіалі висвітлюються події російсько-української війни, в його створенні брали участь професійні військові та військові консультанти.

## Сюжет
Серіал розповідає про молодого режисера Вітька, який мріє зняти стрічку й потрапити на червоні хідники міжнародних кінофестивалів. Але в цей час починається повномасштабне вторгнення. Вітька закохується в дівчину Олексу, яка йде на фронт. За нових життєвих обставин, головний герой змінює свої плани й вирушає на пошуки коханої. Невдовзі він потрапляє на війну і стає учасником загону під керівництвом командира Чумака.

## Акторський склад
- Максим Самчик
- Дар’я Творонович
- Григорій Бакланов
- Наталія Сумська
- Олександр Форманчук
- Олексій Череватенко
- Михайло Кришталь
- Анна Гуляєва
- Орест Пасічник
- Денис Шевченко
- Володимир Гладкий